# جيني آدامز
جيني آدامز هي مبارزة بالسيف بلجيكية، (ولدت في بروكسل في بلجيكا 1909 – 1990 م).

## وصلات خارجية
- جيني آدامز على موقع أوليمبيديا (الإنجليزية)